# Gawliki Wielkie

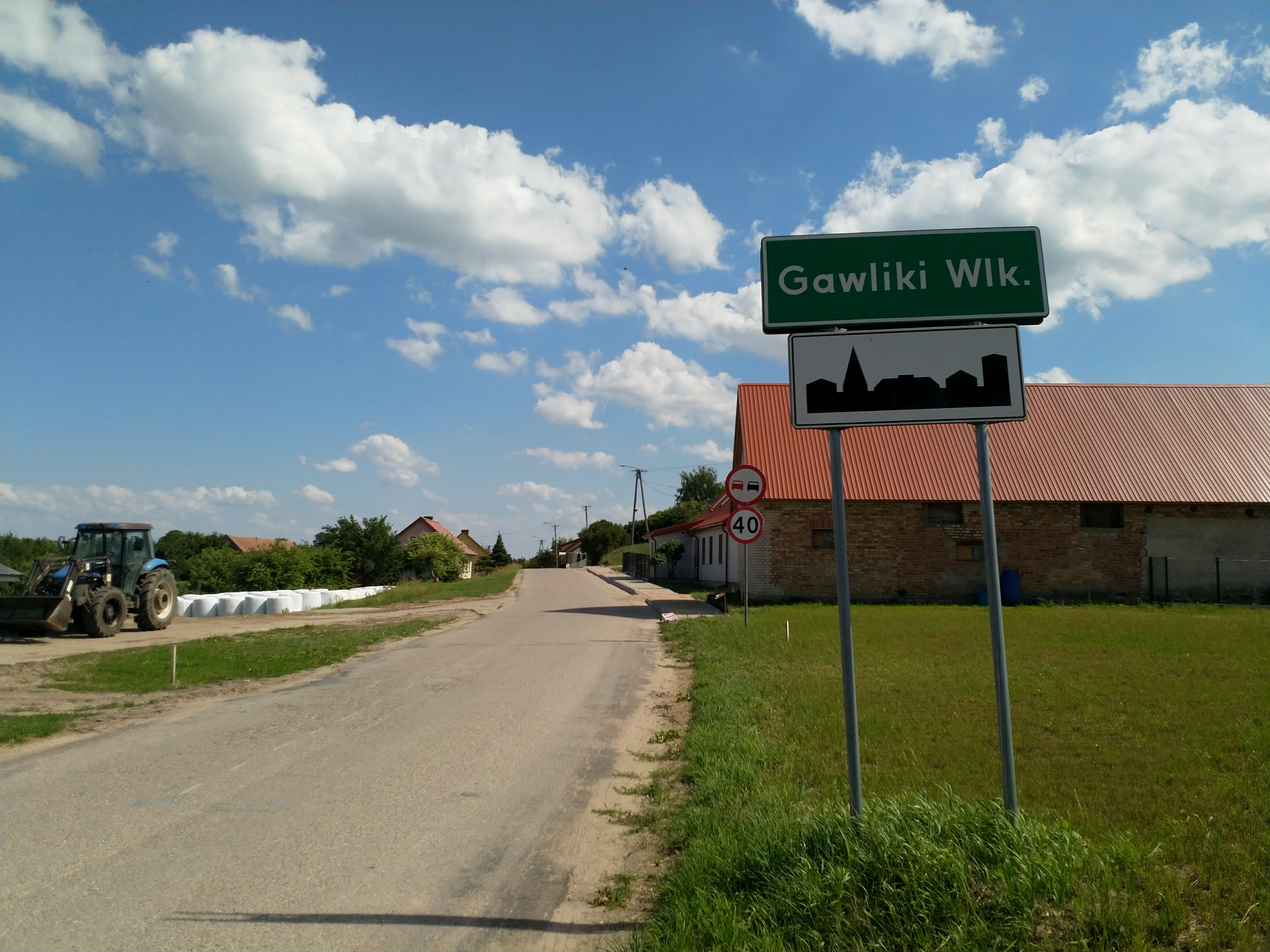
(2023)

Gawliki Wielkie (deutsch Groß Gablick) ist ein Dorf in der polnischen Woiwodschaft Ermland-Masuren und gehört zur Landgemeinde Wydminy (Widminnen) im Powiat Giżycki (Kreis Lötzen).

## Geographische Lage
Gawliki Wielkie liegt am Westufer des Gablick-Sees (polnisch Jezioro Gawlik) und am Flüsschen Gablick (Gawlik) in der östlichen Mitte der Woiwodschaft Ermland-Masuren. Bis zur Kreisstadt Giżycko (Lötzen) sind es 21 Kilometer in westlicher Richtung.

## Geschichte
Das vor 1777 Gablick, vor 1818 Groß Gablicken und bis 1945 Groß Gablick genannte Dorf wurde am 29. März 1874 Amtsdorf und namensgebend für einen Amtsbezirk. Er bestand bis 1945 und gehörte zum Kreis Lötzen im Regierungsbezirk Gumbinnen (1905–1945 Regierungsbezirk Allenstein) in der preußischen Provinz Ostpreußen. Im gleichen Zeitraum war Groß Gablick auch dem Standesamt Widminnen (polnisch Wydminy) zugeordnet.
Im Jahr 1910 waren in Groß Gablick 713 Einwohner registriert. Ihre Zahl stieg bis 1933 auf 743 und belief sich 1939 auf 749.
Aufgrund der Bestimmungen des Versailler Vertrags stimmte die Bevölkerung im Abstimmungsgebiet Allenstein, zu dem Groß Gablick gehörte, am 11. Juli 1920 über die weitere staatliche Zugehörigkeit zu Ostpreußen (und damit zu Deutschland) oder den Anschluss an Polen ab. In Groß Gablick stimmten 560 Einwohner für den Verbleib bei Ostpreußen, auf Polen entfiel keine Stimme.
In Kriegsfolge kam das Dorf 1945 mit dem gesamten südlichen Ostpreußen zu Polen und erhielt die polnische Namensform Gawliki Wielkie. Heute ist es Sitz eines Schulzenamtes (polnisch sołectwo) und eine Ortschaft im Verbund der Landgemeinde Wydminy (Widminnen) im Powiat Giżycki (Kreis Lötzen), bis 1998 der Woiwodschaft Suwałki, seither der Woiwodschaft Ermland-Masuren zugehörig.

### Amtsbezirk Groß Gablick (1874–1945)
Der 1874 errichtete Amtsbezirk Groß Gablick umfasste bei seiner Gründung drei Landgemeinden und einen Gutsbezirk, am Ende nur noch aus drei Gemeinden:
| Name         | Änderungsname 1938 bis 1945 | Polnischer Name | Bemerkungen                                       |
| ------------ | --------------------------- | --------------- | ------------------------------------------------- |
| Czarnowken   | Grundensee                  | Czarnówka       |                                                   |
| Groß Gablick |                             | Gawliki Wielkie |                                                   |
| Masuchowken  | (ab 1936) Rodental (Ostpr.) | Mazuchówka      |                                                   |
| Scheuba      |                             | Siejba          | 1928 in die Landgemeinde Czarnowken eingegliedert |

Am 1. Januar 1945 gehörten doch die Gemeinden Groß Gablick, Grundensee und Rodental zum Amtsbezirk Groß Gablick.

## Religionen
Bis 1945 war Groß Gablick in die evangelische Kirche Widminnen in der Kirchenprovinz Ostpreußen der Evangelischen Kirche der Altpreußischen Union und in die katholische Kirche St. Bruno Lötzen im Bistum Ermland eingepfarrt.
Heute gehört Gawliki Wielkie zur evangelischen Kirchengemeinde Wydminy, einer Filialgemeinde der Pfarrei Giżycko in der Diözese Masuren der Evangelisch-Augsburgischen Kirche in Polen bzw. zur katholischen Pfarrkirche Wydminy im Bistum Ełk (Lyck) der Römisch-katholischen Kirche in Polen.

## Verkehr
Gawliki Wielkie liegt an der Woiwodschaftsstraße DW 655, die die Kreise Giżycko (Lötzen) und Olecko (Oletzko/Treuburg) mit dem Kreis Suwałki in der Woiwodschaft Podlachien verbindet. Außerdem endet in Gawliki Wielkie eine Nebenstraße, die als See-Uferstraße von Grądzkie (Grondzken, 1928–1945 Funken) kommend hierher führt.
Grondzken resp. Funken war bis 1945 die nächste Bahnstation. Sie lag an der Bahnstrecke Kruglanken–Marggrabowa/Treuburg (polnisch Kruklanki–Olecko), wurde allerdings nach dem Krieg nicht mehr reaktiviert.